# Premi Oscar 2015

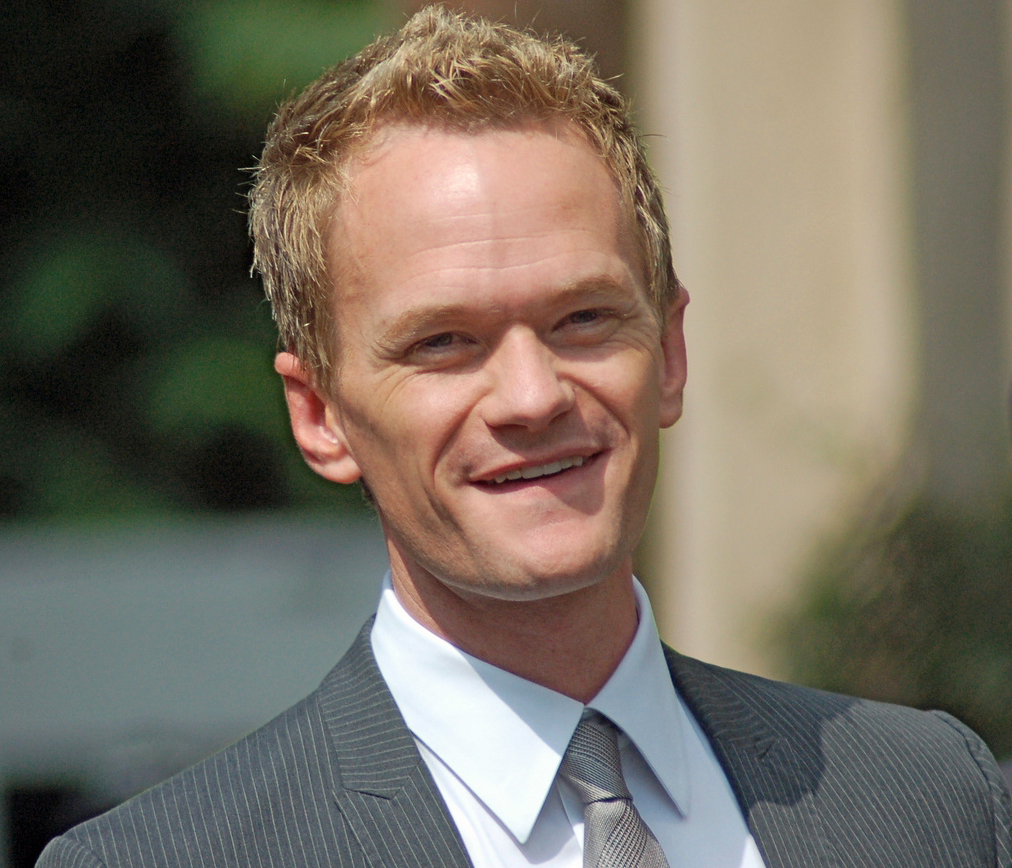
Neil Patrick Harris, conduttore dell'87ª edizione.

L'87ª edizione della cerimonia dei Premi Oscar si è tenuta al Dolby Theatre di Los Angeles il 22 febbraio 2015. A condurre la serata è stato scelto per la prima volta Neil Patrick Harris.
A trasmettere la cerimonia negli Stati Uniti d'America è stato ancora il network ABC. La cerimonia è stata trasmessa in Italia da Sky Cinema Oscar e, per la prima volta in chiaro, anche da Cielo.
Il primo spot della cerimonia viene diffuso il 25 dicembre 2014 dal canale ufficiale YouTube dell'Academy.
Le candidature sono state annunciate il 15 gennaio 2015. Per la prima volta, in questa edizione, le candidature sono state annunciate tutte in conferenza stampa, mentre nelle passate edizioni solo le dieci categorie più importanti venivano annunciate in diretta tv e le restanti tredici erano diffuse con un comunicato cartaceo dall'Academy. L'annuncio viene diviso in due turni, il primo (Miglior film d’animazione, Miglior documentario, Miglior corto documentario, Miglior montaggio, Miglior canzone originale, Miglior scenografia, Miglior corto animato, Miglior cortometraggio, Miglior montaggio sonoro, Migliori effetti sonori e Migliori effetti speciali) viene fatto da J. J. Abrams e Alfonso Cuarón, mentre il secondo turno di candidature (Miglior attore, Miglior attrice, Miglior attore non protagonista, Miglior attrice non protagonista, Miglior fotografia, Migliori costumi, Miglior regia, Miglior film straniero, Miglior trucco, Miglior colonna sonora, Miglior sceneggiatura non originale, Miglior sceneggiatura e Miglior film) viene annunciato da Chris Pine e Cheryl Boone Isaacs, presidente dell’Academy.
I film che hanno ricevuto più candidature, nove, sono stati Birdman e Grand Budapest Hotel. Gli stessi film risultano i vincitori di più Oscar, portandone a casa entrambi quattro.

## Vincitori e candidati
Vengono di seguito indicati in grassetto i vincitori. Ove ricorrente e disponibile, viene indicato il titolo in lingua italiana e quello in lingua originale tra parentesi.

### Miglior film
- Birdman, a Alejandro González Iñárritu, John Lesher, e James W. Skotchdopole
- American Sniper, a Clint Eastwood, Robert Lorenz, Andrew Lazar, Bradley Cooper, e Peter Morgan
- Boyhood, a Richard Linklater e Cathleen Sutherland
- Grand Budapest Hotel (The Grand Budapest Hotel), a Wes Anderson, Scott Rudin, Steven Rales, e Jeremy Dawson
- The Imitation Game, a Morten Tyldum
- Selma - La strada per la libertà (Selma), a Christian Colson, Oprah Winfrey, Dede Gardner, e Jeremy Kleiner
- La teoria del tutto (The Theory of Everything), a Tim Bevan, Eric Fellner, Lisa Bruce, e Anthony McCarten
- Whiplash, a Jason Blum, Helen Estabrook, e David Lancaster

### Miglior regia
- Alejandro González Iñárritu - Birdman
- Wes Anderson - Grand Budapest Hotel (The Grand Budapest Hotel)
- Richard Linklater - Boyhood
- Bennett Miller - Foxcatcher - Una storia americana (Foxcatcher)
- Morten Tyldum - The Imitation Game

### Miglior attore protagonista
- Eddie Redmayne - La teoria del tutto (The Theory of Everything)
- Steve Carell - Foxcatcher - Una storia americana (Foxcatcher)
- Bradley Cooper - American Sniper
- Benedict Cumberbatch - The Imitation Game
- Michael Keaton - Birdman

### Miglior attrice protagonista
- Julianne Moore - Still Alice
- Marion Cotillard - Due giorni, una notte (Deux jours, une nuit)
- Felicity Jones - La teoria del tutto (The Theory of Everything)
- Rosamund Pike - L'amore bugiardo - Gone Girl (Gone Girl)
- Reese Witherspoon - Wild

### Miglior attore non protagonista
- J. K. Simmons - Whiplash
- Robert Duvall - The Judge
- Ethan Hawke - Boyhood
- Edward Norton - Birdman
- Mark Ruffalo - Foxcatcher - Una storia americana (Foxcatcher)

### Migliore attrice non protagonista
- Patricia Arquette - Boyhood
- Laura Dern - Wild
- Keira Knightley - The Imitation Game
- Emma Stone - Birdman
- Meryl Streep - Into the Woods

### Migliore sceneggiatura non originale
- Graham Moore - The Imitation Game
- Paul Thomas Anderson - Vizio di forma (Inherent Vice)
- Damien Chazelle - Whiplash
- Jason Hall - American Sniper
- Anthony McCarten - La teoria del tutto (The Theory of Everything)

### Migliore sceneggiatura originale
- Alejandro González Iñárritu, Nicolás Giacobone, Alexander Dinelaris e Armando Bo - Birdman
- Richard Linklater - Boyhood
- Dan Futterman e E. Max Frye - Foxcatcher - Una storia americana (Foxcatcher)
- Wes Anderson - Grand Budapest Hotel (The Grand Budapest Hotel)
- Dan Gilroy - Lo sciacallo - Nightcrawler (Nightcrawler)

### Miglior film straniero
- Ida, regia di Paweł Pawlikowski (Polonia)
- Leviathan (Leviafan), regia di Andrej Petrovič Zvjagincev (Russia)
- Tangerines (Mandariinid), regia di Zaza Urushadze (Estonia)
- Storie pazzesche (Relatos salvajes), regia di Damián Szifrón (Argentina)
- Timbuktu, regia di Abderrahmane Sissako (Mauritania)

### Miglior film d'animazione
- Big Hero 6, regia di Don Hall e Chris Williams
- Boxtrolls - Le scatole magiche (The Boxtrolls), regia di Graham Annable e Anthony Stacchi
- Dragon Trainer 2 (How to Train Your Dragon 2), regia di Dean DeBlois
- La canzone del mare (Song of the Sea), regia di Tomm Moore
- La storia della Principessa Splendente (かぐや姫の物語?), regia di Isao Takahata

### Migliore fotografia
- Emmanuel Lubezki - Birdman
- Robert Yeoman - Grand Budapest Hotel (The Grand Budapest Hotel)
- Ryszard Lenczewski e Łukasz Żal - Ida
- Dick Pope - Turner (Mr. Turner)
- Roger Deakins - Unbroken

### Miglior scenografia
- Adam Stockhausen - Grand Budapest Hotel (The Grand Budapest Hotel)
- Maria Đurkovic - The Imitation Game
- Nathan Crowley - Interstellar
- Dennis Gassner - Into the Woods
- Suzie Davies - Turner (Mr. Turner)

### Migliori costumi
- Milena Canonero - Grand Budapest Hotel (The Grand Budapest Hotel)
- Colleen Atwood - Into the Woods
- Anna B. Sheppard e Jane Clive - Maleficent
- Jacqueline Durran - Turner (Mr.Turner)
- Mark Bridges - Vizio di forma (Inherent Vice)

### Miglior trucco e acconciatura
- Frances Hannon e Mark Coulier - Grand Budapest Hotel (The Grand Budapest Hotel)
- Bill Corso e Dennis Liddiard - Foxcatcher - Una storia americana (Foxcatcher)
- Elizabeth Yianni-Georgiou e David White - Guardiani della Galassia (Guardians of the Galaxy)

### Migliori effetti speciali
- Paul Franklin, Andrew Lockley, Ian Hunter e Scott Fisher - Interstellar
- Dan DeLeeuw, Russell Earl, Bryan Grill e Daniel Sudick - Captain America: The Winter Soldier
- Joe Letteri, Dan Lemmon, Daniel Barrett e Erik Winquist - Apes Revolution - Il pianeta delle scimmie (Dawn of the Planet of the Apes)
- Stephane Ceretti, Nicolas Aithadi, Jonathan Fawkner e Paul Corbould - Guardiani della Galassia (Guardians of the Galaxy)
- Richard Stammers, Lou Pecora, Tim Crosbie e Cameron Waldbauer - X-Men - Giorni di un futuro passato (X-Men: Days of Future Past)

### Miglior montaggio
- Tom Cross - Whiplash
- Joel Cox e Gary D. Roach - American Sniper
- Sandra Adair - Boyhood
- Barney Pilling - Grand Budapest Hotel (The Grand Budapest Hotel)
- William Goldenberg - The Imitation Game

### Miglior sonoro
- Craig Mann, Ben Wilkins e Thomas Curley - Whiplash
- John Reitz, Gregg Rudloff e Walt Martin - American Sniper
- Jon Taylor, Frank A. Montaño e Thomas Varga - Birdman
- Gary A. Rizzo, Gregg Landaker e Mark Weingarten - Interstellar
- Jon Taylor, Frank A. Montaño e David Lee - Unbroken

### Miglior montaggio sonoro

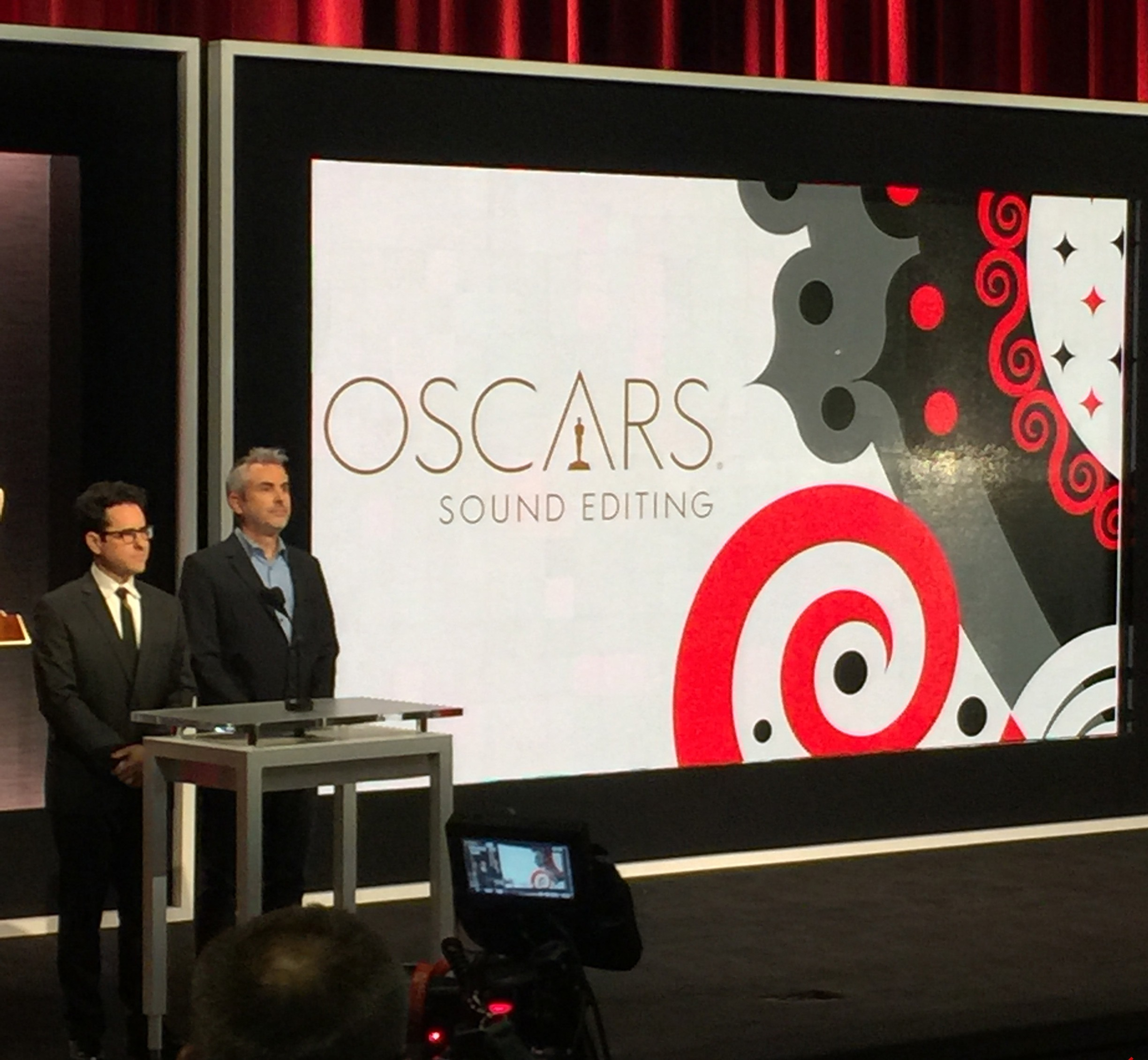
J. J. Abrams e Alfonso Cuarón annunciano le candidature per il miglior montaggio sonoro.

- Alan Robert Murray e Bub Asman - American Sniper
- Martin Hernández e Aaron Glascock - Birdman
- Brent Burge e Jason Canovas - Lo Hobbit - La battaglia delle cinque armate (The Hobbit: The Battle of the Five Armies)
- Richard King - Interstellar
- Becky Sullivan e Andrew DeCristofaro - Unbroken

### Migliore colonna sonora
- Alexandre Desplat - Grand Budapest Hotel (The Grand Budapest Hotel)
- Alexandre Desplat - The Imitation Game
- Jóhann Jóhannsson - La teoria del tutto (The Theory of Everything)
- Gary Yershon - Turner (Mr. Turner)
- Hans Zimmer - Interstellar

### Migliore canzone
- Glory, musica e parole di John Stephens e Lonnie Lynn - Selma - La strada per la libertà (Selma)[5]
- Everything Is Awesome, musica e parole di Shawn Patterson - The LEGO Movie
- Grateful, musica e parole di Diane Warren - Beyond the Lights - Trova la tua voce (Beyond the Lights)
- I'm Not Gonna Miss You, musica e parole di Glen Campbell e Julian Raymond - Glen Campbell: I'll Be Me
- Lost Stars, musica e parole di Gregg Alexander e Danielle Brisebois - Tutto può cambiare (Begin Again)

### Miglior documentario
- Citizenfour, regia di Laura Poitras
- Alla ricerca di Vivian Maier (Finding Vivian Maier), regia di John Maloof e Charlie Siskel
- Last Days in Vietnam, regia di Rory Kennedy
- Il sale della terra (The Salt of the Earth), regia di Juliano Ribeiro Salgado e Wim Wenders
- Virunga, regia di Orlando von Einsiedel

### Miglior cortometraggio documentario
- Crisis Hotline: Veterans Press 1, regia di Ellen Goosenberg Kent
- Joanna, regia di Aneta Kopacz
- Nasza klatwa, regia di Tomasz Sliwinski
- La parka, regia di Gabriel Serra
- White Earth, regia di J. Christian Jensen

### Miglior cortometraggio
- The Phone Call, regia di Mat Kirkby
- Aya, regia di Oded Binnun e Mihal Brezis
- Boogaloo and Graham, regia di Michael Lennox
- La lampe au beurre de yak, regia di Wei Hu
- Parvaneh, regia di Jon Milano

### Miglior cortometraggio d'animazione
- Winston (Feast), regia di Patrick Osborne
- The Bigger Picture, regia di Daisy Jacobs
- The Dam Keeper, regia di Robert Kondo e Daisuke Tsutsumi
- Me and My Moulton, regia di Torill Kove
- A Single Life, regia di Joris Oprins

## Premi speciali

### Oscar onorario
- Hayao Miyazaki
- Jean-Claude Carrière
- Maureen O'Hara

### Premio umanitario Jean Hersholt
- Harry Belafonte